# يان ويلكس
يان ويلكس (بالإنجليزية: Ian Wilkes)‏ هو مدرب خيول أمريكي، ولد في 25 مايو 1965 في ميوسولبروك في أستراليا.